# Simulium fossatiae
Simulium fossatiae är en tvåvingeart som beskrevs av Craig 1997. Simulium fossatiae ingår i släktet Simulium och familjen knott. Inga underarter finns listade i Catalogue of Life.